# Zahur Klemath Zapata
Zahur Klemath Zapata (La Virginia, 11 de octubre de 1943), poeta y filósofo estadounidense de origen colombiano.

## Biografía
Zahur Klemath Zapata nació en La Virginia el 11 de octubre de 1943. Transcurre su infancia en Colombia y posteriormente se radica en New York y se nacionaliza. Desde muy joven se inclina a leer a los filósofos griegos con los cuales inició su interrogatorio sobre ¿el por qué de las cosas? A través de esta lecturas ve la relación que existe entre la imaginación que existía sobre lo mítico y la realidad cotidiana.
En 1963 viaja por Sur América y comienza a presentar su propuesta de AZU el hombre infinito leyendo sus poemas y hablando sobre su filosofía.
En 1965 funda la revista de poesía y teoría poética AZU “el hombre infinito” en la que publica a una generación de poetas que posteriormente son los representantes de la generación de poetas de los 60s y 70s. Para 1968 de paso por Colombia organiza el Primer Congreso de Escritores Jóvenes Colombianos. En 1970 continua la publicación de la revista AZU el hombre infinito y funda la casa editorial AZU Press.
A partir de 1971 organiza diversos talleres literarios y un programa de lecturas de poemas de poetas latino/americanos, bilingüe, en St. Mark's Church in the-Bowery.
En 1974 Iván Marino Ospina amigo de la dolecencia le pide que le imprima una hoja volante sobre un movimiento que quiere liderar y el cual lo van a llamar M19. Le publica los tres primeros boletines del movimiento. Hoy día esos boletines reposan en los archivos del Museo de Historia de Pereira, Colombia.
Para 1975 publica la revista bimensual Off Off Broadway Theater Choice que circula por varios años en New York.
En 1980, regresa a Colombia con la idea de establecerse. Compra en periódico El Imparcial, (de Pereira fundado en 1948) y una emisora y se dedica hacer política. En 1982 plantea un derrotero sobre los derechos de los homosexuales, por primera vez alguien habla abiertamente sobre las obligaciones y derechos del Estado sobre esta variedad sexual en América Latina y se presenta como concejal. Con anterioridad había publicado en español en la revista AZU los derechos de los homosexuales en 1971.
En 1986 comienza a delinear la tecnología de los libros digitales y desarrolla el programa para computadoras u ordenadores "Digital Book v1", con certificado de registro TXu 634-213 Library of Congress en 1993 y se publica el primer libro en Formato Digital Book, DBF,  “Del asesinato, como una de las bellas artes” de Thomas de Quincey.  Durante el proceso de creación del programa Digital Book se crea la base de datos IDBMS, International Digital Book Management System, que permite registrar y crear un código único para libros digitales, de papel y documentos. El Digital Book es un programa autónomo para computadoras, el cual permite editar, publicar y leer en la pantalla de un PC. los libros publicados como si se tratara de un libro tradicional. A su vez le permite almacenar, sin el uso del papel una biblioteca ilimitada que se puede llevar y consultar cualquiera de los libros almacenados. En 1994, funda la editorial Digital Book Publisher Inc., En 2000 establece la Agencia de NoticiasLiterarias.com, En 2001 funda el Spanish Speaking Institute. En el 2003 funda Zahurk Technologies donde desarrolla tecnología de punta en diversas áreas. En el 2009 funda El Diario de New York Online.  El 17 de junio de 2012 lanza la aplicación de una red social para el mundo intelectual BookJuggling.com.  En el 2013 funda la emisora La Voz de New York Online. El 9 de febrero de 2015 lanza la aplicación ZoneInRadio, esta app sirve para escuchar emisoras en línea sin cambiar de web site.

## Obra
- "De la Nada al Infinito"  AZU Press (1971-1993), Poesía
- “Bitácora" (1985), filosofía;
- “"Una temporada en mis recuerdos"  Ediciones Grafirama (1993), poesía
- "El amor llega con las estaciones"  The Latino Press (2001), Poesía
- ”[Diccionario demonológico]” (1999) ;AZU Press Digital
- "[AZU, el hombre infinito]" Digital Book Publisher (2001); filosofía
- "Navegante solitario",  poemas; Digital Book Publisher, Inc. 2005
- “[Estas Calles del East Village]”, Digital Book Publisher, Inc. 2005 poemas
- “A Flor de labios”, obra poética, 2005 Digital Book Publisher, Inc.
- “[Diccionario Digital Klemath] 2006” Digital Book Publisher, Inc.
- “Los Textos”  AZU Press 2006. Digital Book Publisher Inc. 2006.

### Obra inédita
- "Antes que aparezca el tiempo" novela
- “Azzix de Pérgamo” novela
- "A las puertas del infinito" novela
- "Constitución de los territorios Bolivarianos" ensayo político
- “Cuentos que abren heridas”
- La razón Premonitoria, filosofía
- El Origen de la Razón, filosofía
- “AZUISMO”, filosofía de los sentidos